# Ludvík Krejčí

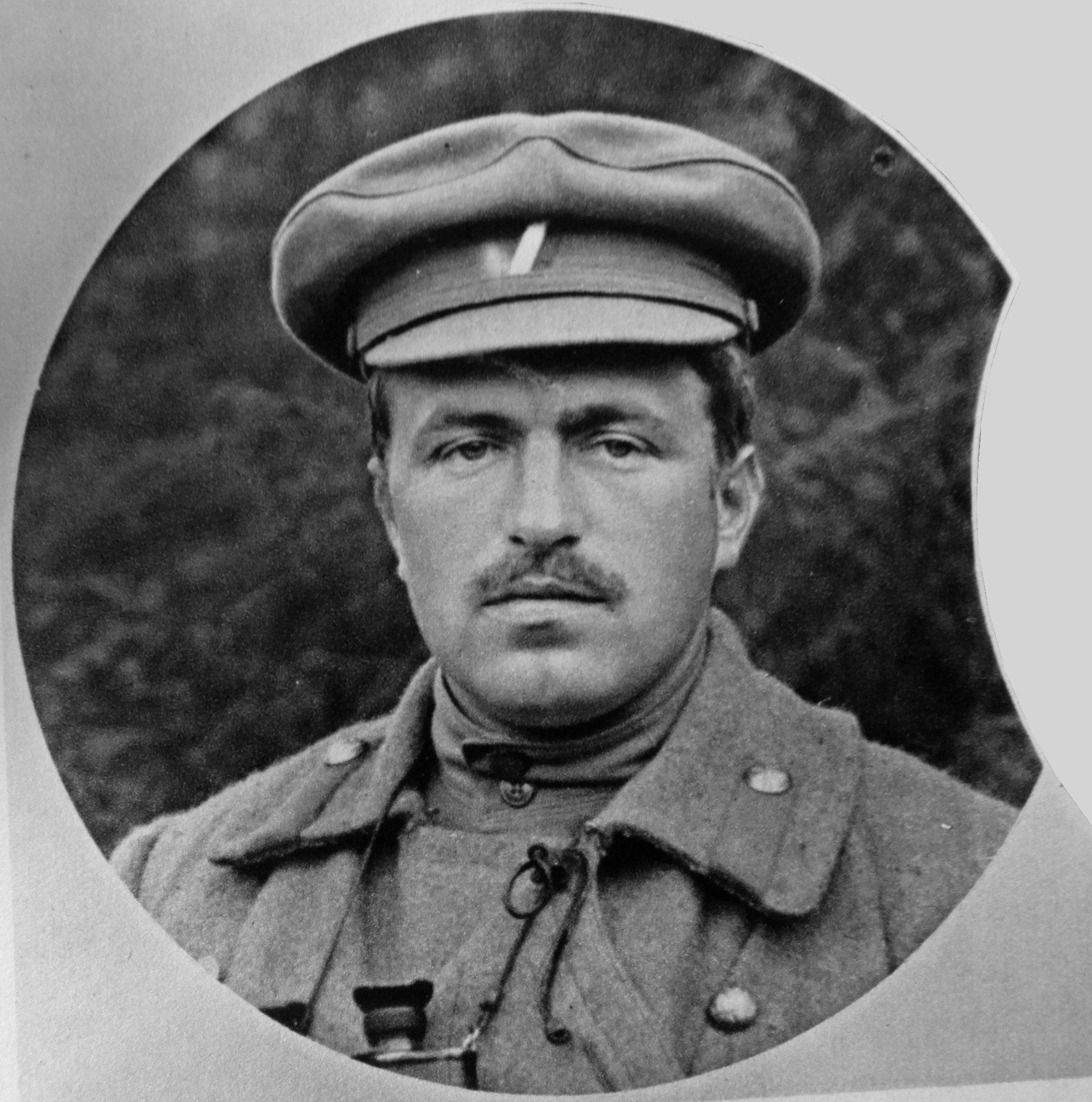
Krejčí w okresie służby w Korpusie Czechosłowackim

Ludvík Krejčí (ur. 17 sierpnia 1890 w Tuřanach, zm. 9 lutego 1972 w Uście nad Orlicą) – czechosłowacki wojskowy, oficer Korpusu Czechosłowackiego w Rosji, generał armii Wojska Czechosłowackiego i jego szef Sztabu Generalnego w latach 1933–1939. Podczas II wojny światowej więzień obozu koncentracyjnego Theresienstadt.

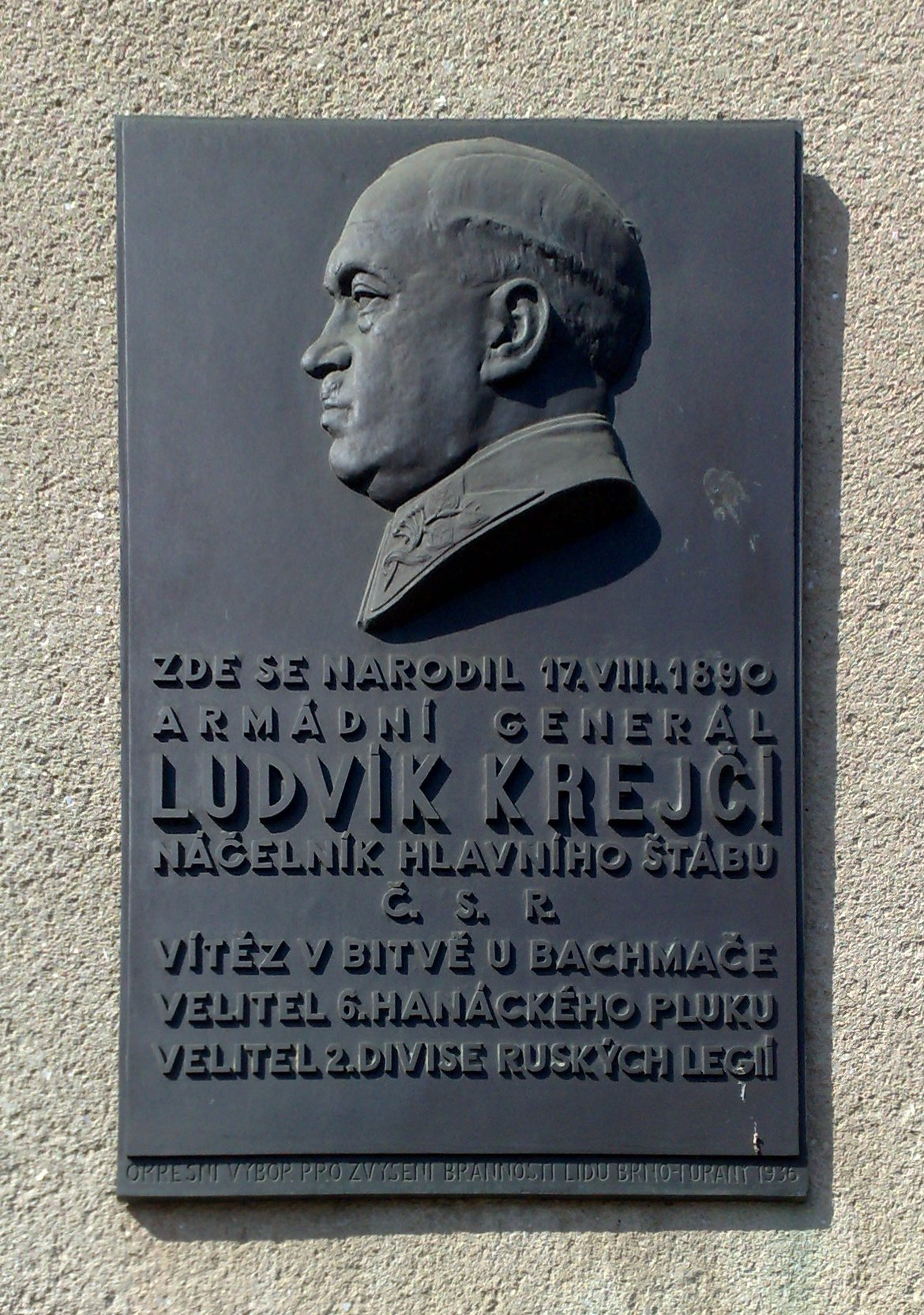
Tablica pamiątkowa poświęcona pamięci generała w Tuřanach

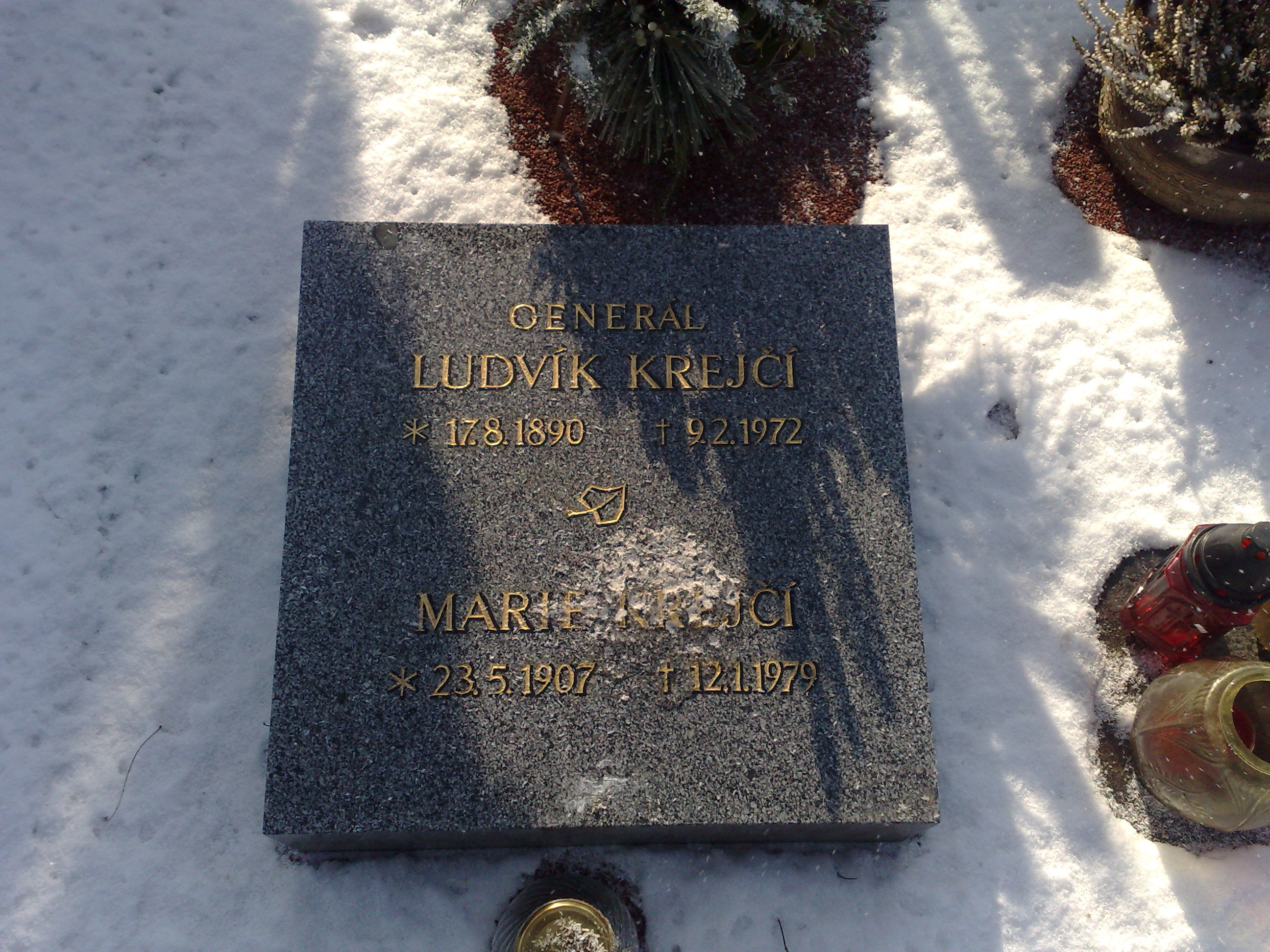
Grób generała i jego żony

## Życiorys
Syn Františka (1852–1930, w latach 1911–1918 starosty w Tuřanach) i Amálie (1851–1935). Pochodził z czeskiej rodziny chłopskiej. Ukończył gimnazjum w Vyškov. Następnie został przyjęty do Wyższej Szkoły Leśnej w Píseku. Po ukończeniu studiów został powołany do rocznej służby wojskowej w Armii Austro-Węgierskiej. W 1911 podjął pracę jako pomocnik leśny.
Wziął udział w I wojnie światowej w szeregach wojsk austro-węgierskich. Walczył w Serbii, Czarnogórze oraz Albanii. W 1915 otrzymał awans na stopień porucznika. W maju 1916 jako dowódca kompanii przeniesiony na front włoski, potem walczył na froncie rumuńskim. 17 maja 1917 niedaleko miasta Fokszany dostał się do rosyjskiej niewoli. Już w czerwcu tego samego roku decydował się na wstąpienie do Korpusu Czechosłowackiego formowanego w Rosji. 20 lipca 1917 został skierowany na kurs oficerski w Boryspolu. Po jego ukończeniu otrzymał stopień kapitana sztabowego i przydział do  6. Pułku Strzelców Hanackich. 9 marca 1918, podczas bitwy o węzeł kolejowy Bachmacz, jednostka ta zatrzymała chwilowo postępy wojsk niemieckich zajmujących Ukrainę w następstwie traktatu brzeskiego, co umożliwiło ewakuację wycofujących się wojsk czechosłowackich. Ludvík Krejčí brał też udział w dalszych walkach – tym razem już z bolszewikami – podczas odwrotu z Ukrainy na Syberię. W 1919 objął dowództwo 2 Dywizji Strzeleckiej. W kwietniu 1920 opuścił ogarniętą wojną domową Rosję, po kilku miesiącach docierając do Czechosłowacji.
W lipcu 1920 w stopniu pułkownika powierzono mu dowództwo nad 6. Dywizją Piechoty w Brnie. Już w 1923 otrzymał awans do stopnia generała brygady. W sierpniu tego samego roku został wysłany na studia wojskowe do École supérieure de guerre w Paryżu. Po powrocie do kraju w 1925 został mianowany dowódcą 4. Dywizji, z siedzibą w Hradec Králové. W maju 1928 został awansowany do stopnia generała dywizji. 30 listopada 1933 został tymczasowy, a 31 grudnia tego samego roku pełnoprawnym szefem Sztabu Czechosłowackich Sił Zbrojnych. Stało się to na bezpośrednią prośbę prezydenta Czechosłowacji Tomáša Masaryka. W 1934 został awansowany na generała armii. Stworzył nowoczesny system dowodzenia i przeprowadził szybką modernizację technologiczną wojska czechosłowackiego, wprowadzając na jego uzbrojenie samoloty i czołgi. Nadzorował budowę fortyfikacji przy czechosłowacko-niemieckiej granicy.
Na początku września 1938 wystosował memorandum do polityków czechosłowackich, ostrzegając przed ustępstwami wobec Trzeciej Rzeszy i zwracając uwagę na gotowość armii do walki. 1 marca 1939, pod naciskiem niemieckim, został usunięty ze stanowiska szefa Sztabu Generalnego armii czechosłowackiej. Po rozpoczęciu okupacji Czech przez Niemców i utworzeniu Protektoratu Czech i Moraw zamieszkał w Pradze. 14 października 1941 został – pod zarzutem wspierania czechosłowackiego ruchu oporu – aresztowany przez Gestapo, po przesłuchaniu przeniesiono go do obozu koncentracyjnego Theresienstadt. 22 lipca 1942 został zwolniony. W 1943 SS Obergruppenführer Karl Hermann Frank próbował przekonać generała do podjęcia współpracy, jednak Krejčí odmówił. Wspierał konspiracyjną organizację z Jaroslavem Kvapilem na czele.
Po zakończeniu II wojny światowej zgłosił się do ponownej służby w Armii Czechosłowackiej. Został przyjęty dopiero w styczniu 1947 i szybko (bo już w 1 lutego 1947) przeniesiono go w stan spoczynku. W lipcu 1950 został zdegradowany, natomiast w maju 1953 odebrano mu emeryturę. Podjął wówczas pracę jako pomocnik w fabryce guzików w miejscowości Jablonné nad Orlicí. W 1969 odzyskał częściową emeryturę wojskową, po osobistej interwencji marszałka Związku Radzieckiego Iwana Koniewa, który doceniał postawę wykazaną przez niego w 1938.
Został pochowany na cmentarzu w Tuřanach.

## Pamięć
W 1990 władze czechosłowackie przywróciły mu pośmiertnie stopień wojskowy.
W 1936 w Tuřanach, na ścianie domu w którym urodził się generał, odsłonięto poświęconą mu tablicę pamiątkową. W 1939 została zdemontowana, ponownie zawieszono ją natomiast w 1996.
W 2012 pośmiertnie otrzymał nagrodę przyznawaną przez Instytut Badania Reżimów Totalitarnych. 28 października 2017 prezydent Czech Miloš Zeman przyznał mu pośmiertnie Order Lwa Białego.

## Ordery i odznaczenia

### Czechosłowackie i czeskie
- Order Sokoła (1919)[4]
- Czechosłowacki Medal Rewolucyjny (1922)[4]
- Krzyż Wojenny Czechosłowacki (1914–1918) (1920)[4]
- Medal Jana Žižki z Trocnova (1918)[11]
- Medal Pamiątkowy 6. Pułku Strzelców Hanackich (1948)[12]
- Bachmaczewski Medal Pamiątkowy (1948)[4]
- Order Lwa Białego (2017, pośmiertnie)[10]

### Zagraniczne
- Medal Zasługi Wojskowej „Signum Laudis” (Austro-Węgry, czterokrotnie)[13]
- Order Świętego Włodzimierza IV klasy (Imperium Rosyjskie)[4]
- Krzyż Wojenny 1914–1918 (Francja, 1919)[4]
- Kawaler Legii Honorowej (Francja, 1919)[4]
- Oficer Legii Honorowej (Francja, 1928)
- Wielki Oficer Legii Honorowej (Francja, 1934)
- Order Wybitnej Służby (Wielka Brytania, 1919)[4]
- Medal Zwycięstwa (1922)[4]
- Komandor Orderu Korony Włoch (Królestwo Włoch, 1923)[4]
- Komandor Orderu Korony Rumunii (Królestwo Rumunii, 1928)[4]
- Krzyż Wielki Orderu Korony Rumunii (Królestwo Rumunii, 1934)[14]
- Order Korony Jugosłowiańskiej (Królestwo Jugosławii, 1935)[4]
- Krzyż Wielki Orderu Jerzego I (Królestwo Grecji, 1936)[4]